# Поденій
Поденій (рум. Podenii) — село у повіті Бистриця-Несеуд в Румунії. Входить до складу комуни Урменіш.
Село розташоване на відстані 299 км на північний захід від Бухареста, 39 км на південний захід від Бистриці, 52 км на схід від Клуж-Напоки.

## Населення
За даними перепису населення 2002 року у селі проживали 19 осіб, усі — румуни. Усі жителі села рідною мовою назвали румунську.